# Short n' Sweet Tour
El Short n' Sweet Tour es la quinta gira musical de la cantante estadounidense Sabrina Carpenter con el propósito de promocionar su sexto álbum de estudio Short n' Sweet. La gira comenzó el 23 de septiembre de 2024 en Columbus y terminará el 23 de noviembre de 2025 en Los Ángeles, Estados Unidos.

## Antecedentes y desarrollo
Posterior al lanzamiento de sus éxitos, «Espresso» y «Please Please Please», así como su participación en el The Eras Tour de Taylor Swift, Carpenter se encuentra en su momento de mayor éxito, llevándola a anunciar, el 20 de junio de 2024, su primera gira por arenas en apoyo a su sexto álbum de estudio.
El 18 de julio anuncia las fechas europeas de la gira para marzo de 2025, incluyendo a Rachel Chinouriri como telonera.

## Repertorio
La siguiente lista de canciones fueron interpretadas durante el 3 de marzo de 2025 en Dublín, Irlanda, y no representa la totalidad de la gira:
1. Taste
2. Good Graces
3. Slim Pickins
4. Tornado Warnings
5. Lie to Girls
6. Decode
7. Bed Chem

Acto II - Sabrina After Dark
1. Feather
2. Fast Times
3. Busy Woman[3]
4. Sharpest Tool
5. Opposite
6. Because I Liked a Boy
7. Coincidence
8. Canción Sorpresa
9. Nonsense

Acto III - Backstage fight / Ad Break
1. Dumb & Poetic
2. Juno
3. Please Please Please
4. Don't Smile
5. Espresso

### Canciones sorpresa
Carpenter interpreta un cover distinto cada noche durante el segundo acto, antecediendo el tema «Nonsense». Hasta la fecha han sido:

#### 2024
- «Mamma Mia» de ABBA en Columbus, Nueva York, Boston, Chicago, San Luis, Orlando, Denver, Seattle e Inglewood noche 1.
- «That Don’t Impress Me Much» de Shania Twain en Toronto.
- «Kiss Me» de Sixpence None the Richer en Detroit, Hartford, Montreal, Charlottesville y San Francisco.
- «Busy Woman» de Sabrina Carpenter en Brooklyn, Filadelfia, Houston y Vancouver.
- «Material Girl» de Madonna en Baltimore, Minneapolis, Raleigh, Tampa, Salt Lake City y San Diego.
- «9 to 5» de Dolly Parton en Nashville, Atlanta, Austin, Portland y Phoenix.
- «Hopelessly Devoted to You» de Olivia Newton-John en Dallas.
- «Ain't No Other Man» de Christina Aguilera en Los Ángeles[n. 1].
- «What a Girl Wants» de Christina Aguilera en Los Ángeles[n. 2].
- «Super Freak» de Rick James en Inglewood noche 2.

#### 2025
- «15 Minutes» de Sabrina Carpenter en Dublín noche 1, Manchester noche 2, Ámsterdam y Copenhague noche 2.
- «Bad Reviews» de Sabrina Carpenter en Dublín noche 2, Glasgow y Zúrich.
- «Mamma Mia» de ABBA en Birmingham, Manchester noche 1, Berlín, Milán y Estocolmo noche 1.
- «Couldn’t Make It Any Harder» de Sabrina Carpenter en Londres noche 1, Bruselas y Copenhague noche 1.
- «Come On Eileen» de Dexys Midnight Runners en Londres noche 2.
- «Paris» de Sabrina Carpenter en París noche 1.
- «Lady Marmalade» de LaBelle en París noche 2.
- «Material Girl» de Madonna en Oslo.
- «Lay All Your Love On Me» de ABBA en Estocolmo noche 2.

## Fechas
| Fecha                    | Ciudad          | País           | Recinto                  | Telonero               |
| América                  | América         | América        | América                  | América                |
| ------------------------ | --------------- | -------------- | ------------------------ | ---------------------- |
| 23 de septiembre de 2024 | Columbus        | Estados Unidos | Nationwide Arena         | Amaarae                |
| 25 de septiembre de 2024 | Toronto         | Canadá         | Scotiabank Arena         | Amaarae                |
| 26 de septiembre de 2024 | Detroit         | Estados Unidos | Little Caesars Arena     | Amaarae                |
| 29 de septiembre de 2024 | Nueva York      | Estados Unidos | Madison Square Garden    | Amaarae                |
| 30 de septiembre de 2024 | Brooklyn        | Estados Unidos | Barclays Center          | Amaarae                |
| 2 de octubre de 2024     | Hartford        | Estados Unidos | XL Center                | Amaarae                |
| 3 de octubre de 2024     | Boston          | Estados Unidos | TD Garden                | Amaarae                |
| 5 de octubre de 2024     | Baltimore       | Estados Unidos | CFG Bank Arena           | Amaarae                |
| 8 de octubre de 2024     | Filadelfia      | Estados Unidos | Wells Fargo Center       | Amaarae                |
| 11 de octubre de 2024    | Montreal        | Canadá         | Centre Bell              | Amaarae                |
| 13 de octubre de 2024    | Chicago         | Estados Unidos | United Center            | Amaarae                |
| 14 de octubre de 2024    | Minneapolis     | Estados Unidos | Target Center            | Amaarae                |
| 16 de octubre de 2024    | Nashville       | Estados Unidos | Bridgestone Arena        | Griff                  |
| 17 de octubre de 2024    | San Luis        | Estados Unidos | Chaifetz Arena           | Griff                  |
| 19 de octubre de 2024    | Raleigh         | Estados Unidos | PNC Arena                | Griff                  |
| 20 de octubre de 2024    | Charlottesville | Estados Unidos | John Paul Jones Arena    | Griff                  |
| 22 de octubre de 2024    | Atlanta         | Estados Unidos | State Farm Arena         | Griff                  |
| 24 de octubre de 2024    | Orlando         | Estados Unidos | Kia Center               | Griff                  |
| 25 de octubre de 2024    | Tampa           | Estados Unidos | Amalie Arena             | Griff                  |
| 27 de octubre del 2024   | Houston         | Estados Unidos | Toyota Center            | Griff                  |
| 28 de octubre de 2024    | Austin          | Estados Unidos | Moody Center             | Griff                  |
| 30 de octubre de 2024    | Dallas          | Estados Unidos | American Airlines Center | Griff                  |
| 1 de noviembre de 2024   | Denver          | Estados Unidos | Ball Arena               | Declan Mckenna         |
| 2 de noviembre de 2024   | Salt Lake City  | Estados Unidos | Delta Center             | Declan Mckenna         |
| 4 de noviembre de 2024   | Vancouver       | Canadá         | Pacific Coliseum         | Declan Mckenna         |
| 6 de noviembre de 2024   | Seattle         | Estados Unidos | Climate Pledge Arena     | Declan Mckenna         |
| 7 de noviembre de 2024   | Portland        | Estados Unidos | Moda Center              | Declan Mckenna         |
| 9 de noviembre de 2024   | San Francisco   | Estados Unidos | Chase Center             | Declan Mckenna         |
| 10 de noviembre de 2024  | San Diego       | Estados Unidos | Pechanga Arena           | Declan Mckenna         |
| 13 de noviembre de 2024  | Phoenix         | Estados Unidos | Footprint Center         | Declan Mckenna         |
| 15 de noviembre de 2024  | Los Ángeles     | Estados Unidos | Crypto.com Arena         | Declan Mckenna         |
| 17 de noviembre de 2024  | Inglewood       | Estados Unidos | Kia Forum                | Declan Mckenna         |
| 18 de noviembre de 2024  | Inglewood       | Estados Unidos | Kia Forum                | Declan Mckenna         |
| Europa                   |                 |                |                          |                        |
| 3 de marzo de 2025       | Dublin          | Irlanda        | 3Arena                   | Rachel Chinouriri      |
| 4 de marzo de 2025       | Dublin          | Irlanda        | 3Arena                   | Rachel Chinouriri      |
| 6 de marzo de 2025       | Birmingham      | Reino Unido    | Utilita Arena            | Rachel Chinouriri      |
| 8 de marzo de 2025       | Londres         | Reino Unido    | The O2 Arena             | Rachel Chinouriri      |
| 9 de marzo de 2025       | Londres         | Reino Unido    | The O2 Arena             | Rachel Chinouriri      |
| 11 de marzo de 2025      | Glasgow         | Reino Unido    | OVO Hydro                | Rachel Chinouriri      |
| 13 de marzo de 2025      | Manchester      | Reino Unido    | Co-op Live               | Rachel Chinouriri      |
| 14 de marzo de 2025      | Manchester      | Reino Unido    | Co-op Live               | Rachel Chinouriri      |
| 16 de marzo de 2025      | París           | Francia        | Accor Arena              | Rachel Chinouriri      |
| 17 de marzo de 2025      | París           | Francia        | Accor Arena              | Rachel Chinouriri      |
| 19 de marzo de 2025      | Berlín          | Alemania       | Uber Arena               | Rachel Chinouriri      |
| 22 de marzo de 2025      | Bruselas        | Bélgica        | ING Arena                | Rachel Chinouriri      |
| 23 de marzo de 2025      | Ámsterdam       | Países Bajos   | Ziggo Dome               | Rachel Chinouriri      |
| 26 de marzo de 2025      | Milán           | Italia         | Unipol Forum             | Rachel Chinouriri      |
| 27 de marzo de 2025      | Zúrich          | Suiza          | Hallenstadion            | Rachel Chinouriri      |
| 30 de marzo de 2025      | Oslo            | Noruega        | Unity Arena              | Rachel Chinouriri      |
| 31 de marzo de 2025      | Copenhague      | Dinamarca      | Royal Arena              | Rachel Chinouriri      |
| 1 de abril de 2025       | Copenhague      | Dinamarca      | Royal Arena              | Rachel Chinouriri      |
| 3 de abril de 2025       | Estocolmo       | Suecia         | Avicii Arena             | Rachel Chinouriri      |
| 4 de abril de 2025       | Estocolmo       | Suecia         | Avicii Arena             | Rachel Chinouriri      |
| América                  |                 |                |                          |                        |
| 23 de octubre de 2025    | Pittsburgh      | Estados Unidos | PPG Paints Arena         | Amber Mark Olivia Dean |
| 24 de octubre de 2025    | Pittsburgh      | Estados Unidos | PPG Paints Arena         | Amber Mark Olivia Dean |
| 26 de octubre de 2025    | Nueva York      | Estados Unidos | Madison Square Garden    | Amber Mark Olivia Dean |
| 28 de octubre de 2025    | Nueva York      | Estados Unidos | Madison Square Garden    | Amber Mark Olivia Dean |
| 29 de octubre de 2025    | Nueva York      | Estados Unidos | Madison Square Garden    | Amber Mark Olivia Dean |
| 31 de octubre de 2025    | Nueva York      | Estados Unidos | Madison Square Garden    | Amber Mark Olivia Dean |
| 1 de noviembre de 2025   | Nueva York      | Estados Unidos | Madison Square Garden    | Amber Mark Olivia Dean |
| 4 de noviembre de 2025   | Nashville       | Estados Unidos | Bridgestone Arena        | Amber Mark Olivia Dean |
| 5 de noviembre de 2025   | Nashville       | Estados Unidos | Bridgestone Arena        | Amber Mark Olivia Dean |
| 10 de noviembre de 2025  | Toronto         | Canadá         | Scotiabank Arena         | Amber Mark Ravyn Lenae |
| 11 de noviembre de 2025  | Toronto         | Canadá         | Scotiabank Arena         | Amber Mark Ravyn Lenae |
| 16 de noviembre de 2025  | Los Ángeles     | Estados Unidos | Crypto.com Arena         | Amber Mark Ravyn Lenae |
| 17 de noviembre de 2025  | Los Ángeles     | Estados Unidos | Crypto.com Arena         | Amber Mark Ravyn Lenae |
| 19 de noviembre de 2025  | Los Ángeles     | Estados Unidos | Crypto.com Arena         | Amber Mark Ravyn Lenae |
| 20 de noviembre de 2025  | Los Ángeles     | Estados Unidos | Crypto.com Arena         | Amber Mark Ravyn Lenae |
| 22 de noviembre de 2025  | Los Ángeles     | Estados Unidos | Crypto.com Arena         | Amber Mark Ravyn Lenae |
| 23 de noviembre de 2025  | Los Ángeles     | Estados Unidos | Crypto.com Arena         | Amber Mark Ravyn Lenae |

### Apariciones en festivales
| Fecha                 | Ciudad    | País           | Recinto        | Festival        |
| --------------------- | --------- | -------------- | -------------- | --------------- |
| 7 de junio de 2025    | Barcelona | España         | Parc del Fòrum | Primavera Sound |
| 5 de julio de 2025    | Londres   | Inglaterra     | Hyde Park      | BST Hyde Park   |
| 6 de julio de 2025    | Londres   | Inglaterra     | Hyde Park      | BST Hyde Park   |
| 3 de agosto de 2025   | Chicago   | Estados Unidos | Grant Park     | Lollapalooza    |
| 4 de octubre de 2025  | Austin    | Estados Unidos | Zilker Park    | ACL Music Fest  |
| 11 de octubre de 2025 | Austin    | Estados Unidos | Zilker Park    | ACL Music Fest  |